# 11625 Франчелінда
11625 Франчелінда (11625 Francelinda) — астероїд головного поясу, відкритий 20 жовтня 1996 року.
Тіссеранів параметр щодо Юпітера — 3,206.